# Трансатлантическое торговое и инвестиционное партнёрство
Трансатлантическое торговое и инвестиционное партнерство (ТТИП) (англ. Transatlantic Trade and Investment Partnership) — планируемое соглашение о свободной торговле между Европейским Союзом и США. Подготовка ТТИП и переговоры по нему активно шли в 2013-2016 годах, но сторонам предполагаемого партнёрства не удалось добиться согласия.
Сторонники ТТИП полагали, что соглашение должно было привести к многостороннему экономическому росту, либерализовать треть мировой внешней торговли и создать миллионы новых рабочих мест. В то же время соглашение подвергалось критике с различных сторон, в том числе со стороны европейских профсоюзов, негосударственных и природоохранных организаций: противники ТТИП считали, что соглашение приведёт к увеличению власти корпораций, подрыву трудового законодательства, систем здравоохранения и затруднит правительствам Европы регулирование рынков на благо всего общества; его также называли «нападением на демократию», считая, что ТТИП подрывает национальный суверенитет европейских стран. Отдельным поводом для критики служила кулуарность переговоров по ТТИП и закрытость проектов соглашения от публики. После того, как в марте 2014 года произошла утечка информации о предлагаемом проекте, Европейская комиссия начала консультации с общественностью по ограниченному числу пунктов, а в январе 2015 опубликовала краткий обзор этого документа. 7 января 2015 года Европейская комиссия публично представила свои переговорные тексты.
Первоначально ожидалось, что соглашение будет завершено к концу 2014 года, но оно было перенесено на 2015 год и далее на 2016; к осени 2016 года переговоры по ТТИП были свернуты. В апреле 2019 года Совет Европейского союза особым решением признал предыдущие директивы, относящиеся к переговорам по ТТИП, «устаревшими и более не актуальными». Несмотря на провал ТТИП, в 2016 году были успешно подписаны схожие соглашения — Всеобъемлющее экономическое и торговое соглашение между ЕС и Канадой и Транстихоокеанское партнёрство между США и странами Азиатско-Тихоокеанского региона.

## История вопроса
Экономические барьеры между ЕС и США являются относительно низкими не только из-за давнего членства во Всемирной торговой организации (ВТО), но и из-за последних соглашений, таких как Европейско-Американское Соглашение об открытом небе, и работы Трансатлантического экономического Совета. В Еврокомиссии утверждают, что заключение трансатлантического торгового пакта могло бы повысить в целом торговлю между соответствующими сторонами на целых 50 %. Однако экономические отношения остаются напряжёнными и часто возникают торговые споры между двумя экономиками, многие из которых оказываются на рассмотрении во Всемирной торговой организации. Экономические преимущества от ТТИП были изложены в совместном докладе, опубликованном Белым домом и Европейской Комиссией.
Некоторые формы Трансатлантической зоны свободной торговли были предложены в 1990-х годах и позже в 2006 году канцлером Германии Ангелой Меркель в ответ на провал переговоров о Всемирной торговле в Дохе. Однако протекционизм с обеих сторон может стать препятствием для будущего соглашения. Начало идее было положено в 1990 году. Вскоре после окончания холодной войны, когда мир не был больше разделен на два блока, Европейское сообщество (12 стран) и США подписали «Трансатлантическую Декларацию». Она призывала к дальнейшему существованию Североатлантического договора, а также к проведению ежегодных саммитов, совещаниям между министрами, и более частым встречам между политическими деятелями и высокопоставленными должностными лицами.
Последующие инициативы европейских первых лиц и правительства США включали: в 1995 году, создание органами государственной власти по обе стороны Атлантики инициативной группы из представителей бизнеса «Трансатлантический бизнес-диалог» (TABD); в 1998 году, создание консультативного комитета «Трансатлантическое экономическое партнерство»; в 2007 создание «Трансатлантического экономического Совета», в котором представители ведущих фирм, действующих по обе стороны Атлантики, встречаются для консультирования Европейской комиссии и правительства США; и, наконец, в 2011 году создание группы экспертов высокого уровня, которые в своём заключении от 11 февраля 2013 года рекомендовали начать переговоры о широкомасштабном соглашении о свободной торговле. 12 февраля 2013 года, президент США Барак Обама в своём ежегодном обращении «О положении страны» призвал к такому соглашению. На следующий день, Председатель Европейской комиссии Жозе Мануэль Баррозу заявил, что предстоят переговоры c целью выработки соглашения.
На Соединённые Штаты и Европейский Союз в совокупности приходится 60 % мирового ВВП, 33 % мировой торговли товарами и 42 % мировой торговли услугами. Существует ряд торговых конфликтов между двумя сторонами, но обе они зависят от экономических рынков друг друга, а споры затрагивают только 2 % от общего объёма торговли. Зона свободной торговли будет представлять собой потенциально крупнейшее региональное соглашение о свободной торговле в истории, на которое приходится 46 % от мирового ВВП.
| Направление | Товары | Услуги | Инвестиции | Итого |
| ----------- | ------ | ------ | ---------- | ----- |
| ЕС -> США   | 288    | 159    | 1655       | 2102  |
| США -> ЕС   | 196    | 146    | 1536       | 1878  |

Инвестиции США в ЕС в три раза выше, чем инвестиции США во всей Азии, а инвестиции ЕС в США в восемь раз выше инвестиций ЕС в Индию и Китай. Внутрифирменные переводы по разным оценкам составляют треть от всей трансатлантической торговли. США и ЕС являются крупнейшими торговыми партнёрами большинства других стран в мире и на них приходится треть мировых торговых потоков. Учитывая и без того низкие тарифные барьеры (ниже 3 %), для того чтобы соглашение было успешным, целью дальнейших переговоров является устранение нетарифных барьеров.

## Предлагаемое содержание
Документы, опубликованные Европейской комиссией в июле 2014 года, группируют обсуждаемые темы по трём основным направлениям: доступ к рынку; специфика регулирования; и более широкие правила, принципы и режимы взаимодействия.
Мандат ЕС на ведение переговоров по состоянию на июнь 2013 года дал более полное представление о том, что именно Совет Европейского Союза (отдел иностранных дел) поручил своим переговорщикам попытаться достичь по каждым пунктам. Соответствующий текст от США не доступен, но американская сторона выступила с публичным заявлением с изложением целей и того, какие потенциальные выгоды она предвидит.

### Доступ к рынку
ТТИП содержит главы по доступу на рынок товаров и услуг, которые направлены на устранение «таможенных пошлин на товары и ограничений на услуги, получение лучшего доступа к открытым рынкам, и облегчение инвестиций». Часть соглашения, касающаяся товаров, включает в себя правила доступа на рынки для товаров, сельскохозяйственной и переработанной сельскохозяйственной продукции, и правил происхождения товара.

#### Услуги и просочившаяся в прессу информация
В марте 2014 года произошла утечка проекта текста «Торговля услугами, инвестиции и электронная коммерция» от 7 июля 2013 года в немецкую газету Die Zeit. Текст содержит семь глав. В главе I, статье 1 излагается общая цель «более благоприятного климата для развития торговли и инвестиций», в частности «либерализации инвестиций и сотрудничества по электронной коммерции».
Глава II, статьи с 3 до 18 содержат общие принципы для инвестиций. Статья 14 содержит предлагаемые правила, которые запрещают правительствам «прямо или косвенно национализировать, экспроприировать», если это только не необходимо для общественного блага, в рамках надлежащей правовой процедуры, на недискриминационной основе, с выплатой компенсации. Статья 14(2) определяет необходимые компенсации, как «справедливую рыночную стоимость инвестиций на момент, непосредственно перед экспроприацией или перед тем, как о предстоящей экспроприации стало известно общественности, плюс проценты по коммерческой ставке, определенной на рыночной основе».
Глава III, статьи 19—23 содержат правила в отношении трансграничного предоставления услуг.
Глава IV, статьи с 24 по 28 позволяют для всех стран-участниц соглашения свободное передвижение бизнес-менеджеров, и других сотрудников корпораций, с целью временной работы. Из статьи 1(2), однако, становится понятно, что больше не будет разрешено свободное передвижение работников и граждан.
Глава V содержит восемь разделов с определёнными нормами для различных секторов экономики. В статьях 29-31 Раздела I изложены принципы, которые должны соблюдать страны при лицензировании частных корпораций, и утверждается, что требования, которые не соответствуют целям государственной политики, идут вразрез с договором. Раздел II содержит общие положения. Раздел III охватывает сферу компьютерных услуг. Статьи с 35 до 39 Раздела IV, касаются либерализации почтовых услуг. В разделе V, статьи с 40 до 50 посвящены электро- и коммуникационным сетям и услугам (включая телекоммуникации) и предписывает их работу в рамках конкурентных рынков, отсутствие перекрестного субсидирования, с учётом определённых исключений, включая право (но не требование) для стран предоставлять универсальную услугу (статья 46).
Раздел VI главы V охватывает финансовые услуги в статьях с 51 до 59. В них ограничиваются законы, которые правительства могут принимать относительно регулирования и ведения страхового и банковского дела. Любые правила, которые не подпадают под условия и цели договора, будут незаконными. Законные основания для регулирования включают (статья 52), «защиту инвесторов, вкладчиков, страхователей или лиц, по отношению к которым фидуциарную обязанность несет поставщик финансовых услуг; (b) обеспечение целостности и стабильности финансовой системы сторон». Однако статья 52(2) предусматривает: «меры не должны быть более обременительными, чем это необходимо для достижения их цели», и этот договор не предусматривает никаких других причин, разрешающих регулирование. Раздел VII касается международных морских перевозок, а Раздел VIII — воздушного транспорта.
В приложении, касающемся «урегулирования споров между инвесторами и государством», предлагается разрешить корпорациям подавать иски против правительств за нарушение своих прав.

### Отраслевое регулирование
«Совершенствование нормативно-правовой согласованности и сотрудничество путём демонтажа лишних нормативных барьеров, таких как бюрократическое дублирование усилий».
Специальные главы для обсуждения включают:
- Общие главы:
  - Нормативная согласованность[32][33]
  - Технические барьеры в торговле[34]
- Специальные отраслевые соглашения:
  - Текстиль[35]
  - Химические вещества[36]
  - Фармацевтическая промышленность[37]
  - Косметика[38]
  - Медицинские приборы
  - Автомобили[39]
  - Электроника / ICT
  - Машинное оборудование / Инжиниринг
  - Пестициды
  - Санитарные и фитосанитарные меры[40], то есть барьеры в торговле пищевой и сельскохозяйственной продукции

### Более широкие правила, принципы и режимы взаимодействия
«Улучшенное сотрудничество в вопросах установления международных стандартов».
Специальные главы для обсуждения включают:
- Энергия и сырьё[41][42]
- Торговля и устойчивое развитие / труд и окружающая среда[43]
- Государственные закупки[44]
- Интеллектуальная собственность[45]
  - Наименование места происхождения товара
- Политика в области конкуренции: антимонополизм и слияния
  - Обращение с государственными или субсидируемыми компаниями по отношению к частным компаниям
- Малые и средние предприятия (МСП)
- Средства защиты торговли: например, антидемпинговая практика
- Таможня и содействие торговле

### Реализация
- Урегулирование споров между сторонами (не УСИГ)

## Переговоры
Переговоры проводятся недельными циклами; местом проведения поочередно были Брюссель и Вашингтон.
В соответствии с планом утверждения соглашения 28 правительств затем должны будут одобрить или отклонить договор в Совете Министров ЕС, после чего Европейскому парламенту также будет предложено его одобрить. Парламент ЕС имеет право утвердить или отклонить соглашение. Разные страны имеют разные правила, касающиеся утверждения и ратификации документа. Например, ст. 53 французской конституции гласит, что «торговые договоры могут быть ратифицированы только на основании закона». В Соединённых Штатах обе палаты Конгресса должны будут ратифицировать его.
Тексты соглашения ТТИП разрабатываются 24 совместными (ЕС-США) рабочими группами, рассматривающими каждый отдельный аспект соглашения. Разработка обычно проходит через ряд фаз. Сначала обмениваются общего характера документами с изложением позиций, представляя цели и желания каждой стороны по каждому аспекту. Затем следуют текстовые предложения от каждой стороны, сопровождающиеся (в таких областях, как тарифы, доступ на рынок) «первоначальным предложением» с каждой стороны. Эти переговоры и проекты документов могут развиваться (и меняться) на различных этапах их разработки. Когда обе стороны готовы, сводный текст подготовлен, остальные различия для дальнейшего обсуждения записываются в квадратных скобках. Этими текстами затем временно закрывают тему за темой, до того как будет достигнут рабочий консенсус. Вместе с тем соглашение рассматривается как единое целое, поэтому эти тексты не считаются окончательными до выработки полного консенсуса.
В ноябре 2014 года болгарское правительство объявило, что не будет ратифицировать договор, если Соединённые Штаты не введут безвизовый режим для болгарских граждан.
В июне 2016 года премьер-министр Франции Мануэль Вальс заявил, что соглашение «идёт в неверном направлении», и если оно не будет учитывать интересы Евросоюза, то просто не будет заключено; позже французский министр торговли Маттиас Фекль объявил, что Франция будет требовать остановки переговоров по ТТИП. Схожие заявления делал и министр экономики Австрии. В августе 2016 года немецкий министр экономики и энергетики Зигмар Габриэль говорил, что переговоры с США «де-факто провалились... ничто не движется».

## Предлагаемые преимущества
ТТИП стремится стать таким официальным соглашением, которое должно «либерализовать треть мировой торговли», что, как полагают, создаст миллионы новых оплачиваемых рабочих мест. «Учитывая уже и без того низкие тарифы между США и ЕС, Центр по исследованию экономической политически Соединенного Королевства считает, что 80 процентов потенциальных экономических выгод от соглашения ТТИП зависит от снижения конфликтов дублирования между правилами ЕС и США, касающимися тех или иных нормативно-правовых вопросов, начиная от безопасности продуктов питания до автомобильных запчастей». Успешная стратегия (по мнению Томаса Боллики из Совета по международным отношениям и Ану Брэдфорд из Колумбийской школы права) будет сосредоточена на бизнес-секторах, для которых могут пересекаться трансатлантическое торговое законодательство и местные нормативные акты, например, фармацевтические, сельскохозяйственные, финансовая торговля. Это гарантирует, что Соединённые Штаты и Европа останутся «разработчиками стандартов, а не потребителями стандартов», что, в свою очередь, гарантирует, что в мировой экономике, производители по всему миру продолжат тяготеть к объединённым стандартам США-ЕС.
По оценке экономического исследования Европейского Центра исследований в области экономической политики от марта 2013 года такое всеобъемлющее соглашение приведет до 2027 года к ежегодному приросту ВВП в 68-119 млрд евро в Европе и ежегодному росту ВВП на уровне 50—95 млрд евро в США за тот же период времени. В этом докладе также отмечается, что ограниченное соглашение, ориентированное только на тарифы, даст к 2027 году ежегодный рост ВВП Евросоюза в размере 24 млрд евро и ежегодный рост на 9 млрд евро в Соединённых Штатах. Если делить поровну среди затрагиваемых соглашением людей, то самый оптимистичный прогноз роста ВВП выльется в «дополнительный ежегодный располагаемый доход семьи из четырёх человек» в «545 евро в ЕС» и «655 евро в США», соответственно.
В статье Уолл-Стрит джорнэл", генеральный директор Сименс GmBH (70 % её рабочей силы находится в Европе и 30 % в Соединённых Штатах) утверждает, что ТТИП укрепит глобальную конкурентоспособность США и ЕС за счет снижения торговых барьеров как путём совершенствования механизмов защиты интеллектуальной собственности, так и путём создания новых международных «правил дорожного движения».
В Еврокомиссии говорят, что ТТИП будет способствовать росту экономики ЕС на €120 млрд, и экономики США на €90 млрд, а всего остального мира — на €100 миллиардов. Переговоры начались в июле 2013 года и достигли третьего раунда к концу этого года.
В статье Гардиан от 15 июля 2013, Дин Бейкер из американского Центра экономических и политических исследований отмечает, что, учитывая уже низкие обычные торговые барьеры между США и ЕС, сделка будет сосредоточена на нетрадиционных барьерах, таких как переопределение национальных положений относительно гидравлического разрыва пласта, ГМО и финансов, и ужесточение законов об авторском праве. Далее он утверждает, что при менее амбициозных прогнозах экономические выгоды для домохозяйств являются довольно посредственными, «если мы примем прирост прогнозного объёма поступлений в 0,21 % к прогнозируемому среднему личному доходу в 2027, то дело идёт о чуть более $50 в год. Это немного меньше, чем 15 центов в день. Только не потратьте всё это богатство сразу».
Исследование Иеронима Капальдо от октября 2014, проведённое в университете Тафтса, указывает на то, что будут потери в чистом экспорте, чистые убытки по объёму ВВП, потери трудовых доходов, потери рабочих мест, сокращение доли труда, потери доходов государства и более высокая финансовая нестабильность в европейских странах.

## Полемика

### Активизм
В марте 2013 года коалиция, состоящая из организаций, выступающих за цифровые права, и других групп, опубликовали декларацию, в которой они призвали партнёров по переговорам к тому, чтобы TAFTA «обсуждался в Конгрессе США, в Европейском парламенте, национальных парламентах, и на других прозрачных форумах» вместо проведения «закрытых переговоров, которые дают привилегированный доступ корпоративным инсайдерам», и к исключению интеллектуальной собственности из договора.
Фонд Электронных Рубежей и его немецкий аналог, FFII, в частности, сравнил TAFTA с Торговым соглашением по борьбе с контрафакцией (АСТА), подписанным Соединёнными Штатами, Европейским Союзом (22 из 27 государств-членов ЕС). Онлайн-консультация, проведённая Европейской комиссией, получила 150,000 отзывов. По данным комиссии, 97 % ответов были заранее подготовленными отрицательными ответами, исходящими от активистов.

### Национальный суверенитет и Урегулирование споров между инвесторами и государством (УСИГ)
Урегулирование споров между инвесторами и государством (УСИГ) — это инструмент, который позволяет инвестору возбудить дело непосредственно в отношении страны, принимающей его инвестиции, без вмешательства правительства страны-происхождения инвестора. В декабре 2013 года коалиция из более чем 200 экологов, профсоюзов и общественных организаций защиты прав потребителей по обе стороны Атлантики направила письмо в USTR — Управление торгового представителя США и в Европейскую комиссию с требованием исключить из торговых переговоров Урегулирование споров между инвесторами и государством, утверждая, что УСИГ является «улицей с односторонним движением, с помощью которой корпорации могут бросить вызов правительственной политике, но ни правительства, ни частные лица не наделяются аналогичными правами приводить корпорации к ответственности». Некоторые указывают на «возможность злоупотреблений», которые могут быть присущи торговому соглашению из-за его положений, относящихся к защите прав инвесторов.
В декабре 2013 года Мартти Коскенниеми, профессор международного права в университете Хельсинки, предупредил, что планируемая в рамках договора схема защиты иностранного инвестора, похожая на Международный центр по урегулированию инвестиционных споров (МЦУИС) Группы Всемирного банка, поставит под угрозу суверенитет государств, подписавших настоящее соглашение, доверив узкому кругу экспертов-юристов, сидящих в иностранных арбитражных судах беспрецедентную власть интерпретировать и аннулировать законодательные акты государств-подписантов.

### Возражения со стороны государств
И с европейской, и с американской сторон соглашения есть вопросы, которые рассматриваются в качестве жизненно важных для достижения согласия. Согласно Лейфу Йохану Элиассону из Саарландского университета, «для ЕС они включают более широкий доступ на американский рынок государственных закупок, сохранение запрета на импорт генетически модифицированных организмов (ГМО) культур и обработанной гормонами говядины, а также признание географических торговых марок на продукты питания. Для Соединенных Штатах они включают более широкий доступ для американских молочных и других сельскохозяйственных продуктов (в том числе научные исследования как единственно приемлемые критерии санитарной и фитосанитарной политики — SPS), бестарифный экспорт автотранспортных средств, и сохранение запрета на иностранных подрядчиков в нескольких областях, таких как отечественное судоходство». Уже сейчас некоторые американские производители обеспокоены предложениями ЕС ограничить использование «особых обозначений» (также известных как PDO — защищённое обозначение происхождения или geographical indications — указание происхождения), которые ЕС рассматривает как специфические для определённого места, например, сыры Фета и Пармезан и, возможно, пиво «Будвайзер». Это вызвало дебаты между европейскими политиками, таких как Ренате Кюнаст и Кристиан Шмидт о значимости этих обозначений.
По настойчивому требованию Франции, торговля аудио-визуальными услугами была исключена из мандата ЕС на ведение переговоров. Европейская сторона настаивает на включении в соглашении главы, посвящённой регулированию рынков финансовых услуг; но это наталкивается на сопротивление с американской стороны, которая недавно приняла закон Додда-Фрэнка в этой области. Посол США Энтони Л. Гарднер отрицает какую-либо связь между этими двумя вопросами.
Европейские переговорщики также давят на США с целью ослабить ограничения на экспорт сырой нефти и природного газа, чтобы помочь ЕС снизить зависимость от энергетических поставок из России. Но Соединённые Штаты до сих пор остаются на своих позициях.

### Ответ на критику
Карел де Гухт ответил на критику в декабре 2013 года статьей в Гардиан, где заявил, что «комиссия регулярно проводила консультации с широким кругом организаций гражданского общества в письменной форме и лично, и нашу последнюю встречу посетило 350 участников из профсоюзов, НПО и бизнеса».

## Влияние на третьи страны
Некоторые предложения по трансатлантической зоне свободной торговли включают с американской стороны других членов Североамериканской зоны свободной торговли (Канада и Мексика) и с европейской стороны, членов Европейской ассоциации свободной торговли (Исландию, Норвегию, Швейцарию и Лихтенштейн). Мексика уже имеет соглашения о свободной торговле с ЕАСТ и с ЕС, в то время как Канада имеет только с ЕАСТ и ведёт переговоры с ЕС. Эти соглашения, возможно, должны быть согласованы с соглашением ЕС-США и потенциально могли бы сформировать более широкую зону свободной торговли.
В начале 2013 года обозреватели канадских СМИ предположили, что запуск переговоров по Трансатлантическому торговому и инвестиционному партнёрству ЕС-США окажет давление на Канаду завершить свои собственные трёхлетние переговоры о зоне свободной торговли с ЕС в конце 2013 года. Страны, имеющие Таможенные соглашения с ЕС, особенно Турция, не имеющие отдельного соглашения с Соединёнными Штатами, могут столкнуться с перспективой открытия их рынков для американских товаров без доступа в США для их собственных товаров. По мнению некоторых экспертов, ТТИП призвано исключить возможность процветания для всего остального мира.

## Митинги
18 апреля 2015 года десятки тысяч людей по всей Европе и миру вышли на митинги против торгового соглашения между ЕС и США. Наиболее многочисленные были демонстрации отмечены в Испании. Марина Альбиоль, депутат Европарламента, член испанской партии «Объединённые левые» назвала соглашения «ураганом, который сметет права граждан». Также акции протеста прошли в Берлине, Мюнхене, Лейпциге, Франкфурте и Штутгарте.

## Отчёты
Различные группы подготовили доклады о предлагаемом соглашении, в том числе:
- The Transatlantic Trade and Investment Partnership: Ambitious but Achievable — A Stakeholder Survey and Three Scenarios (April 2013) ISBN 978-1-61977-032-4[81]
- TTIP and the Fifty States: Jobs and Growth from Coast to Coast (September 2013) ISBN 978-1-61977-038-6[82]
- The Transatlantic Colossus: Global Contributions to Broaden the Debate on the EU-US Free Trade Agreement (December 2013) ISBN 978-3-00-044648-1[83]
- The Transatlantic Trade and Investment Partnership: A Charter for Deregulation, An Attack on Jobs, An End to Democracy (February 2014)[84]

### Официальные сайты
- EU negotiations site
- European Commission, DG Trade — In focus Transatlantic Trade and Investment Partnership (TTIP)
- USTR Transatlantic Trade and Investment Partnership

### Обсуждение и анализ
- Towards an EU-US trade and investment deal, European Parliamentary Research Service, 11 July 2014
- The Transatlantic Trade and Investment Partnership, UK House of Lords European Union Committee report, 6 May 2014
- The Transatlantic Colossus: Global Contributions to Broaden the Debate on the EU-US Free Trade Agreement A collaborative publication with over 20 articles on the global implications of the TAFTA | TTIP, Berlin Forum on Global Politics, December 2013
- The Transatlantic Trade and Investment Partnership — Defensive Move or Constructive Engagement A Research Based Documentary placing the TTIP negotiations in a global context produced by the Institut d’Etudes Européennes of the Université Libre de Bruxelles, 19 March 2014
- The Transatlantic Trade and Investment Partnership: A Charter for Deregulation, an Attack on Jobs, an End to Democracy, Rosa Luxemburg Stiftung, Brussels Office, February 2014
- / Free Trade: Project of the Powerful, Rosa Luxemburg Stiftung, Brussels Office, May 2014
- / Politics at a standstill, Katapult Magazine, 11. March 2014

### Сайты
- TTIP Action (Atlantic Council)
- TTIP: What lies beneath (European Parliament Greens/EFA Group)
- TTIP (American Chamber of Commerce to the European Union)
- The Trans-Atlantic «Free Trade» Agreement (TAFTA) (Public Citizen) (USA)
- Did you say TTIP? Архивная копия от 27 сентября 2014 на Wayback Machine (Confederation of European Business)
- No TTIP (UK umbrella organisation)
- EU/US Trade & Investment (British American Business) — backers of the UK All Party Parliamentary Group for EU-US Trade & Investment